# Malik
Malik (in arabo ﻣﻠﻚ‎?), pl. mulūk, significa in lingua araba "re, sovrano".

## Descrizione
Il termine di per sé è un epiteto di Allah, tant'è vero che forma un nome teoforo (ʿAbd al-Malik, vale a dire "schiavo del Sovrano"), ma è impiegato per indicare la suprema carica di un'entità istituzionale, di grado tuttavia inferiore a quello di Califfo e, in effetti - a prescindere dai regni preislamici dei Ghassanidi o dei Lakhmidi - di esso si comincia a far largo uso dopo la frantumazione de facto del Califfato abbaside nel X secolo o di quello omayyade di al-Andalus nell'XI secolo.
La radice di riferimento <m-l-k> indica il concetto di "proprietà" e, letteralmente, il malik è il proprietario della "sua" entità statuale.
Con la medesima radice etimologica, l'ebraico mal'ak (tradotto in greco antico con anghellos) è utilizzato nell'Antico Testamento per indicare i messaggeri inviati da Dio ai Suoi umani servitori.

## Uso nell'India musulmana
Il termine aveva nell'India musulmana un significato di minor rilevanza istituzionale. Era infatti un titolo onorifico assegnato a importanti collaboratori dei sultani, ma non significava "Re" o "Sovrano", quanto piuttosto serviva a sottolineare la notevole rilevanza politica del personaggio che ne era insegnito da un'autorità suprema.